# بریژیت کوک
بریژیت کوک (انگلیسی: Brigitte Köck؛ زادهٔ ۱۸ مهٔ ۱۹۷۰) اسنوبردسوار و از برندگان مدال‌های بازی‌های المپیک زمستانی ۱۹۹۸ اهل اتریش است.